# Diari d'una nimfòmana
Diari d'una ninfómana (títol original en castellà: Diario de una ninfóman) és una pel·lícula espanyola de 2008 dirigida per Christian Molina i basada en la novel·la autobiogràfica de Valérie Tasso. Fou rodada a Barcelona. Ha estat doblada al català.

## Sinopsi
Val té 28 anys, és una dona atractiva amb estudis universitaris i una situació econòmica acomodada. La seva característica principal és la seva gran curiositat sexual, que la converteix en una dona alliberada que busca constantment noves experiències que sadollin aquesta addicció. El que la porta a ficar-se al llit amb qui vol i quan vol, aquest fet tindrà els seus aspectes positius i negatius, ja que després de totes aquestes experiències Val converteix el sexe en la seva forma de vida, es tracta d'una droga per a ella, a través de la qual trobarà un tortuós amor i arribarà a exercir la prostitució, en tots dos casos sofrint situacions extremes que la faran sofrir i replantejar-se la seva vida.

## Polèmica en la presentació a Espanya
El cartell anunciador de la pel·lícula mostrava a una dona introduint-se una mà per sota de les calces, per la qual cosa no va ser acceptat per l'empresa concessionària de la publicitat en bescanviadors i marquesines de transport públic de Madrid amb motiu del seu llançament en Espanya a l'octubre de 2008. El director va manifestar: "Ens va deixar mutilats i censurats a Madrid, la qual cosa ens preocupa perquè és el lloc on pensàvem vendre més entrades". L'Ajuntament de Madrid es va defensar dient que els productors no van acceptar posar la qualificació per edats en el cartell. D'altra banda, la cadena d'emissores catòliques COPE també va prohibir la campanya publicitària en les seves emissores associades.

## Repartiment
- Belén Fabra: Valérie Tasso
- Leonardo Sbaraglia: Jaime
- Llum Barrera: Sonia
- Ángela Molina: Cristina
- Geraldine Chaplin: Marie Tasso
- Pedro Gutiérrez: Hassan
- José Chaves: Pedro
- Jorge Yaman: Íñigo
- Antonio Garrido: Giovanni
- Nilo Mur
- Natasha Yarovenko: Mae

## Nominacions
Premis Gaudí de 2009
| Categoria                | Nominat           | Resultat |
| ------------------------ | ----------------- | -------- |
| Millor muntatge          | Luis de la Madrid | Nominat  |
| Millor actriu secundària | Llum Barrera      | Nominat  |
| Millor actriu principal  | Belén Fabra       | Nominat  |